# Donacoscaptes cynedradellus
Donacoscaptes cynedradellus là một loài bướm đêm trong họ Crambidae.